# مارتين ريوس
مارتين ريوس (بالإسبانية: Martín Ríos) هو لاعب كرة قدم أرجنتيني، ولد في 14 يوليو 1977 في أريسيفيس ‏ في الأرجنتين. لعب مع هوراكان.

## وصلات خارجية
- مارتين ريوس على موقع قاعدة بيانات كرة القدم.إي يو (الإنجليزية)
- مارتين ريوس على موقع Soccerway.com (الإنجليزية)